# 薄根の大クワ

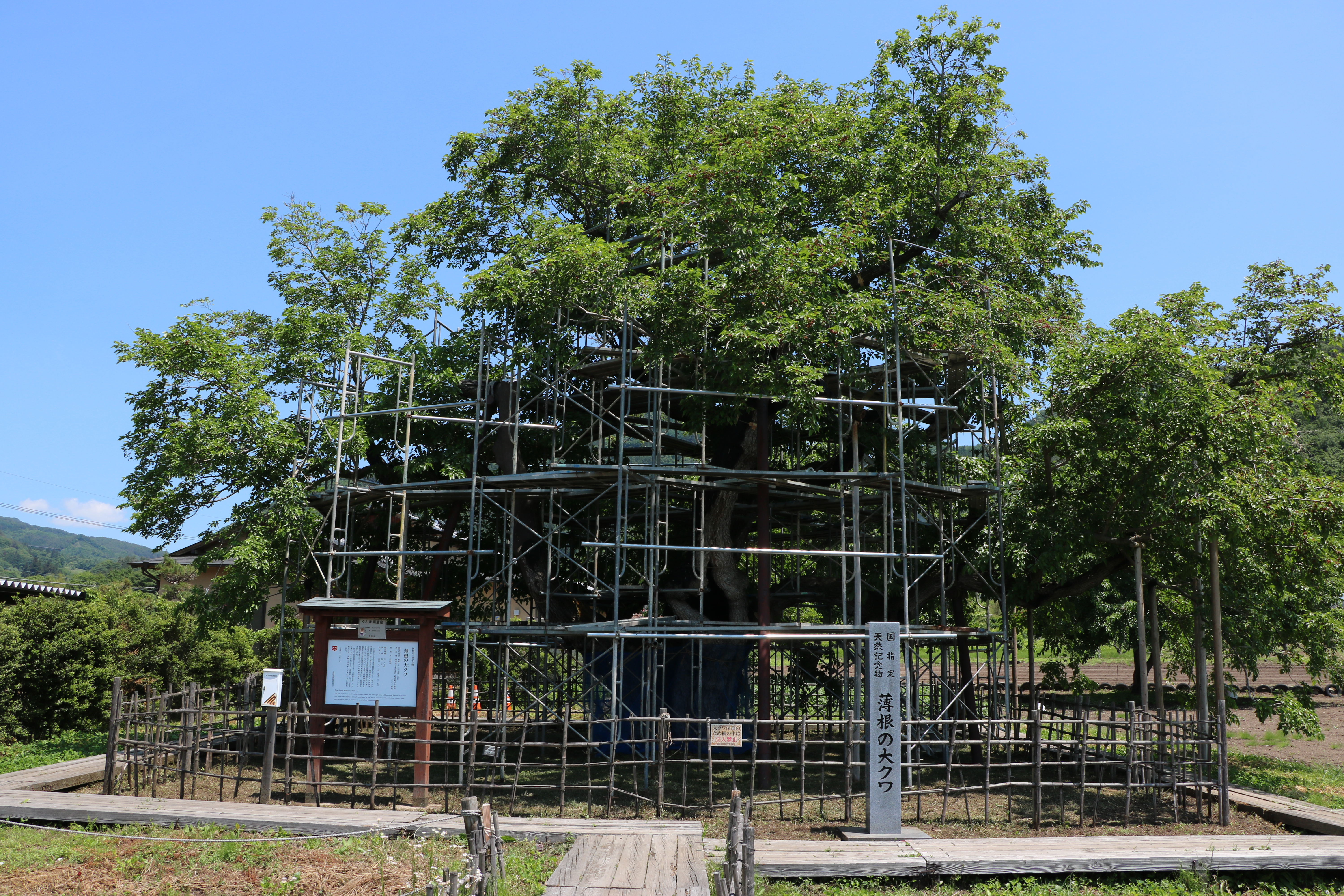
薄根の大クワ。2018年6月2日撮影。

薄根の大クワ（うすねのおおクワ）は、群馬県沼田市町田町石墨（旧利根郡薄根村）にあるヤマグワ（山桑）の巨木である。1956年（昭和31年）5月15日に国の天然記念物に指定された。
樹齢1,500年以上と言い伝えられ、養蚕群馬の象徴として古くより養蚕の神として称えられてきた。ヤマグワでは日本最大の巨樹であり、世界遺産「富岡製糸場と絹産業遺産群」登録に関連して群馬県が制定した「ぐんま絹遺産」のひとつとして登録されている。

## 解説

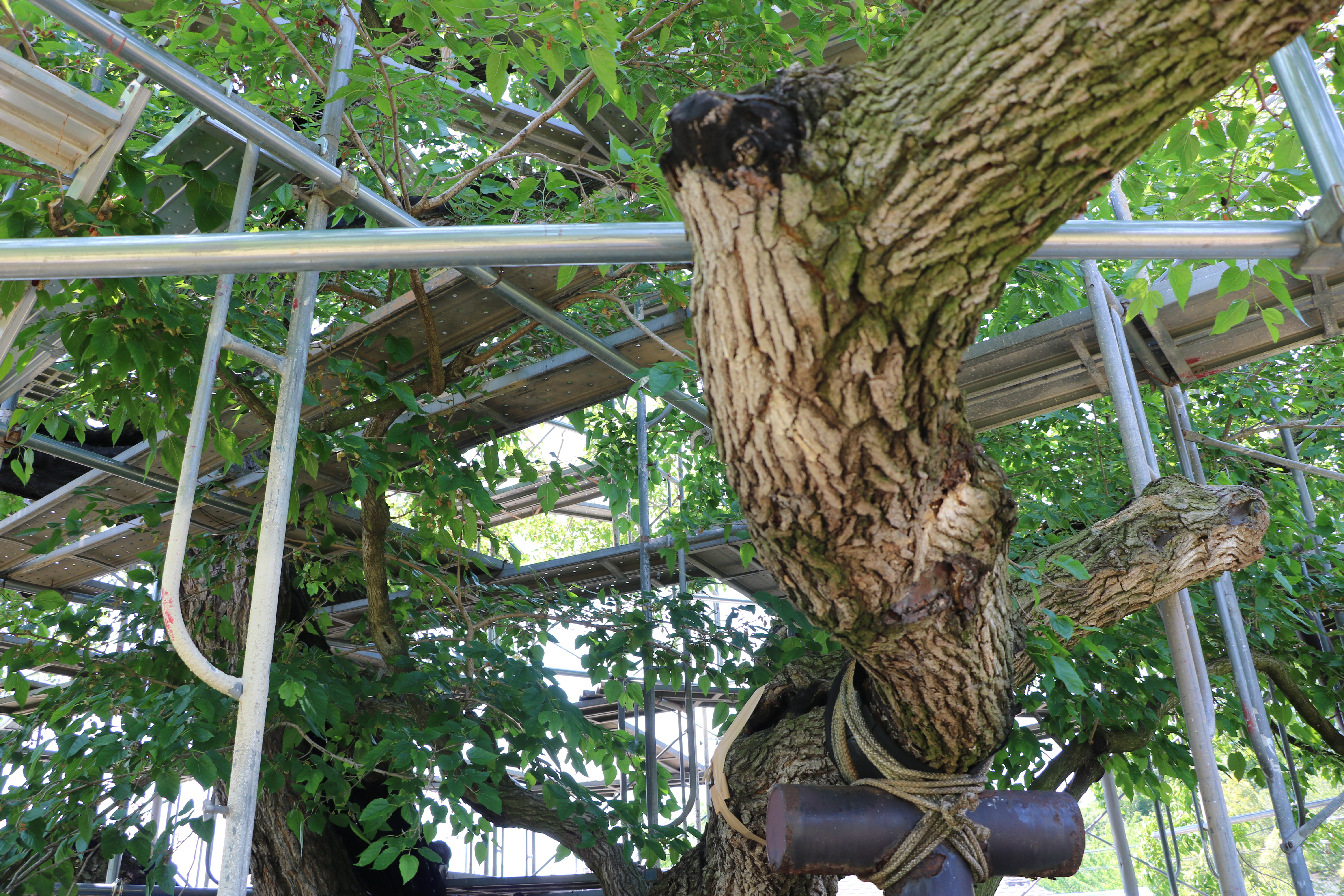
足場が組まれ樹木医により樹勢回復が行われている。2018年6月2日撮影。

薄根の大クワは群馬県沼田市北部の迦葉山南西麓、利根川支流の四釜川左岸に形成された標高約430メートルほどの段丘面上にあり、石井家所有の畑地に生育している。
ヤマグワは霜害に強く、一帯の桑畑が霜に遭ったとき周辺の人々はこの大クワの葉を代用して急場をしのいだという。伝承によれば、貞享3年（1686年）に前橋藩主酒井忠挙家老である高須隼人が沼田藩の検地を行った際に、この大クワを標木に使用したと伝わっており、当時より目立つ巨樹であったことがわかる。
クワの大木の稀有なものとして1956年（昭和31年）5月15日に国の天然記念物に指定された。指定名称はこの地の旧村名の薄根村から名付けられている。
沼田市公式ホームページによれば樹高は13.65メートル、根回り5.67メートル、2000年（平成12年）に計測された記録によれば樹高は10メートル、幹囲は7.24メートル、樹冠の幅は東西、南北とも14メートル。1991年（平成3年）に当時の環境庁がまとめた第4回自然環境保全基礎調査によれば樹齢は300年以上、沼田市教育委員会によって設置された現地案内板では推定樹齢1,500年以上とされ、桑樹としては日本三名木のひとつとされている。
近年、害虫による被害が見られはじめたことから、2018年時点（平成30年）は、樹勢回復のため周囲に足場が組まれ樹木医による治療が行われている。

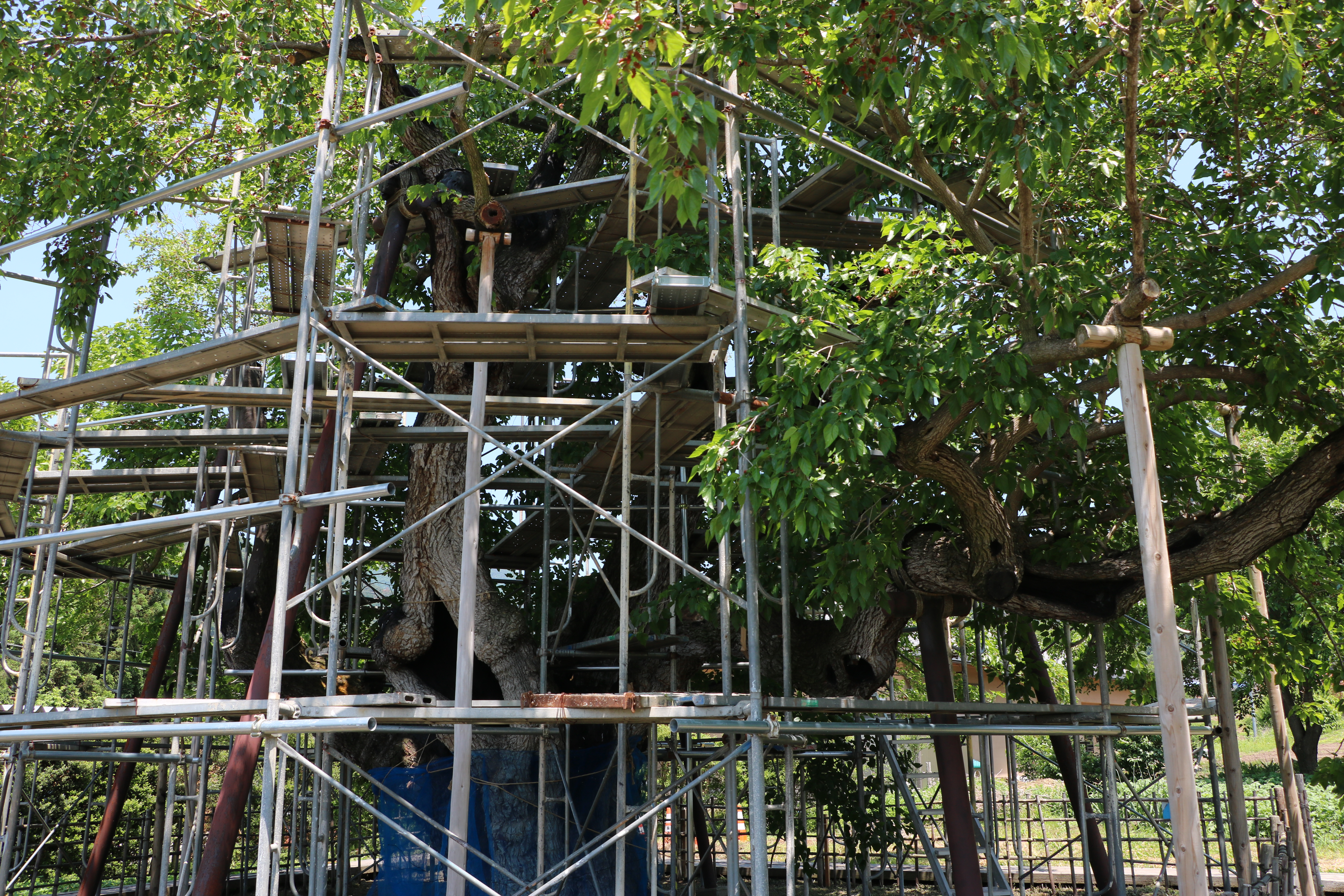
樹勢回復作業の足場。
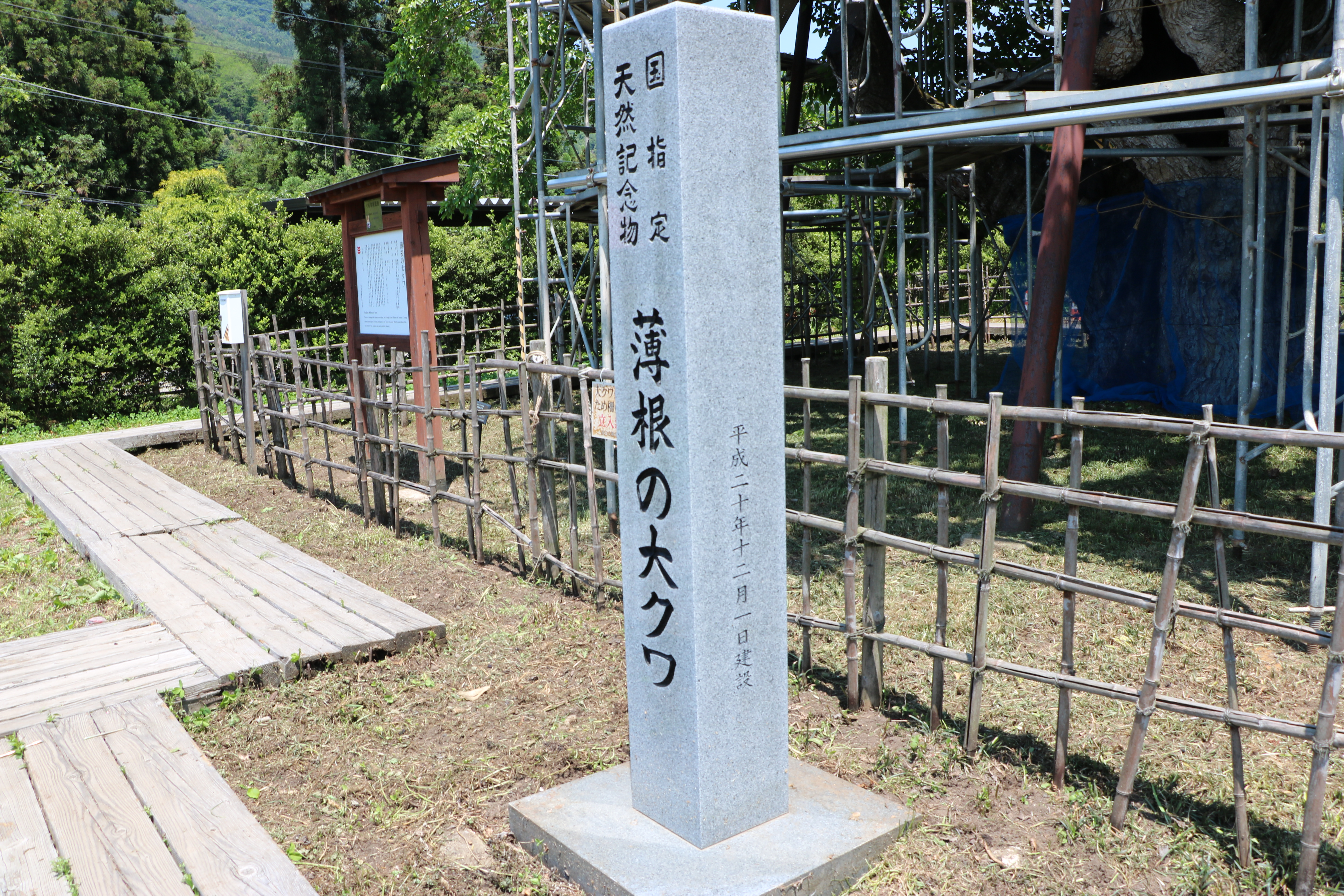
天然記念物指定の石碑。
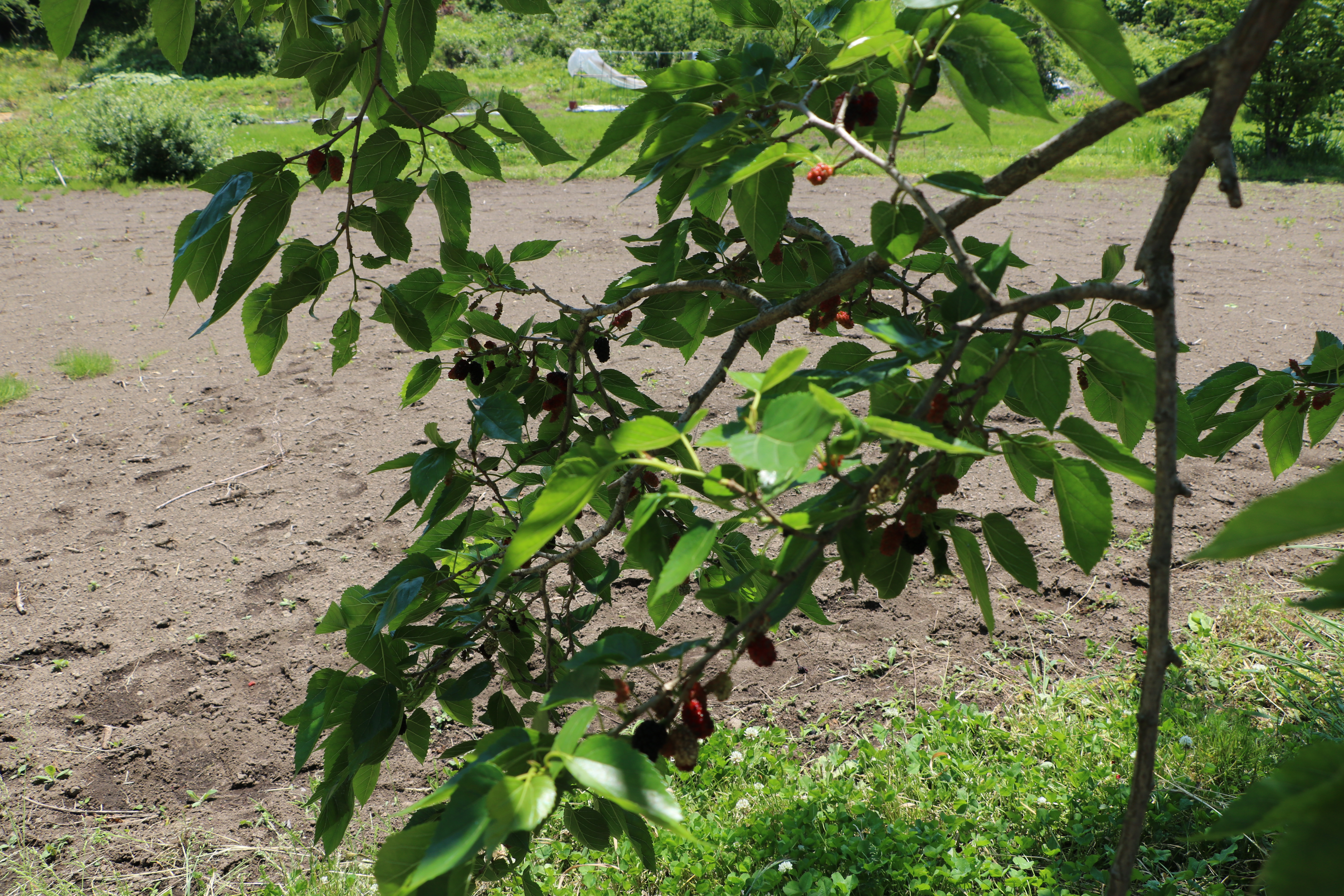
薄根の大クワの実。

## 交通アクセス
所在地
- 群馬県沼田市石墨町地内（町田町字小栗山2083）[注釈 2]、または同市町田町2083[9]。

交通
- JR上越線沼田駅より関越交通路線バス佐山線乗車、「石墨一本松」下車徒歩約2分[1]。
- 関越自動車道沼田ICから約15分[1]。